# Franz Joseph Hugi
Franz Joseph Hugi, född den 23 januari 1791 i Grenchen, död den 25 mars 1855 i Solothurn, var en schweizisk naturforskare.
Hugi blev 1835 lärare i naturalhistoria i Solothurn, men avskedades 1837, på grund av att han övergått till protestantismen. Han stiftade ett naturhistoriskt museum, som han 1830 skänkte till staden Solothurn, samt gjorde studier rörande firnisen och glaciärerna. Hugi blev hedersdoktor vid universitetet i Bern 1844. Sin numera övergivna teori om glaciärerna utvecklade han i Ueber das Wesen der Gletscher und Winterreise in das Eismeer (1842) och Die Gletscher und die erratischen Blöcke (1843).